# Sageraea zeylanica
Sageraea zeylanica là loài thực vật có hoa thuộc họ Na. Loài này được E.C.H.van Heusden miêu tả khoa học đầu tiên năm 1997.

## Phân bố
Loài này có ở Sri Lanka.